# Wappen des Australian Capital Territory
Das Wappen des Australian Capital Territory gilt sowohl für das australische Hauptstadtterritorium als auch für die Hauptstadt Canberra. 

## Geschichte
Das Wappen wurde im Jahr 1927 durch das Commonwealth Department of Home Affairs and Territories (Ministerium für Inneres und Territorien) geschaffen. Das Verteidigungsministerium wollte damit den in diesem Jahr vom Stapel gelaufenen Schweren Kreuzer HMAS Canberra schmücken.
Die Federal Capital Commission führte einen Gestaltungswettbewerb für das neue Wappen durch. Im April 1928 wurde der siegreiche Entwurf von C. R. Wylie nach London geschickt, um es vom College of Arms prüfen zu lassen. Das Wappen wurde am 8. Oktober 1928 nach kleineren Änderungen genehmigt und am 7. November 1928 offiziell eingeführt.

Flagge des Australian Capital Territory

Das Wappen ist auch Bestandteil der Flagge des Australian Capital Territory, die im Jahr 1993 eingeführt wurde.

## Beschreibung
In Blau eine silberne gezinnte dreitürmige  Burg mit geschlossenem Fallgitter über der schragengekreuzt ein goldenes Schwert und ein goldener Streitkolben schwebt   und eine  goldene Krone liegt darauf. Unter der Burg eine rotgebutzte goldene Rose.
Über den Schild  ein blau-goldener Crest auf  dem ein goldenes gekröntes Fallgitter vor  grünem Baum.
Schildhalter ist rechts ein schwarzer rotgeschnäbelter Schwarzschwan und links ein gelbgeschnäbelte weißer Schwan.
Unter den Schild der englische Wahlspruch lautet: in schwarzen Majuskeln „FOR THE QUEEN, THE LAW, AND THE PEOPLE“

## Symbolik
- Die Krone symbolisiert die Autorität des Generalgouverneurs.
- Der Streitkolben symbolisiert das australische Parlament
- Das Schwert steht für die Australian Defence Force
- Das Schloss besitzt drei Türme, diese stehen für die drei Gewalten (Exekutive, Legislative und Judikative)
- Die weiße Rose ist das Emblem des Albert, Duke of York, der 1927 das erste Parlamentsgebäude (Old Parliament House) eröffnete
- Das gekrönte Fallgatter symbolisiert ebenfalls des Parlaments; es ist das traditionelle Symbol des Palace of Westminster, in dem das britische Parlament tagt
- Hinter dem Fallgatter ist ein Baum zu sehen; es nimmt Bezug auf den Beinamen Canberras, „Busch-Hauptstadt“.

Die Wappenträger sind ein schwarzer australischer Schwarzschwan und ein weißer europäischer Höckerschwan, sie repräsentieren die Aborigines bzw. die europäischen Einwanderer. 
Der englische Wahlspruch lautet: 
For the Queen (the King), the Law, and the People
(„Für die Königin bzw. den König, das Recht und das Volk“).